# Мексиканский гофер
Мексиканский гофер (лат. Gopherus flavomarginatus) — вид сухопутных черепах. Находится под угрозой исчезновения.

## Описание

### Внешний вид
Панцирь высокий, куполообразный или немного приплюснутый. Его размеры у взрослых особей могут достигать 40 см. Задние щитки зубчатые по краям. Окрас карапакса коричневый с жёлтым, пластрон желтоватый. Вес черепахи более 14 кг. Передние лапы сильно уплощённые с короткими и широкими когтями — своеобразные «лопаты» для рытья почвы.

### Распространение и места обитания
Эндемик Мексики. Несколько изолированных друг от друга популяций обитают на севере центрального плато в бассейне реки Болсон-де-Мапини на границе юго-востока Чиуауа, юго-запада Коауила и северо-востока Дуранго. Самая большая популяция занимает территорию протяжённостью 15 км. Многие популяции уже исчезли, другие стоят на грани вымирания. Максимальная плотность популяции — семь особей на гектар, обычно намного ниже.
Обитает на травянистых холмах, заросших в основном сухими травами. Поднимаются в горы до отметки 1000—1400 м над уровнем моря.

### Поведение
Для защиты от хищников и перепадов температуры выкапывают себе длинные норы.
Пик активности черепах приходится на весну и лето. Спад наступает осенью, в спячку впадают только в холодные зимы.
У самцов есть система иерархии доминирования. Участок взрослого самца имеет площадь около 4,1 гектара, полувзрослого 3,1, а молодого — 1,2.

### Питание
Трава Hilaria mutica — основной вид корма, хотя в рацион этих гоферов входит 21 вид растений.

### Размножение

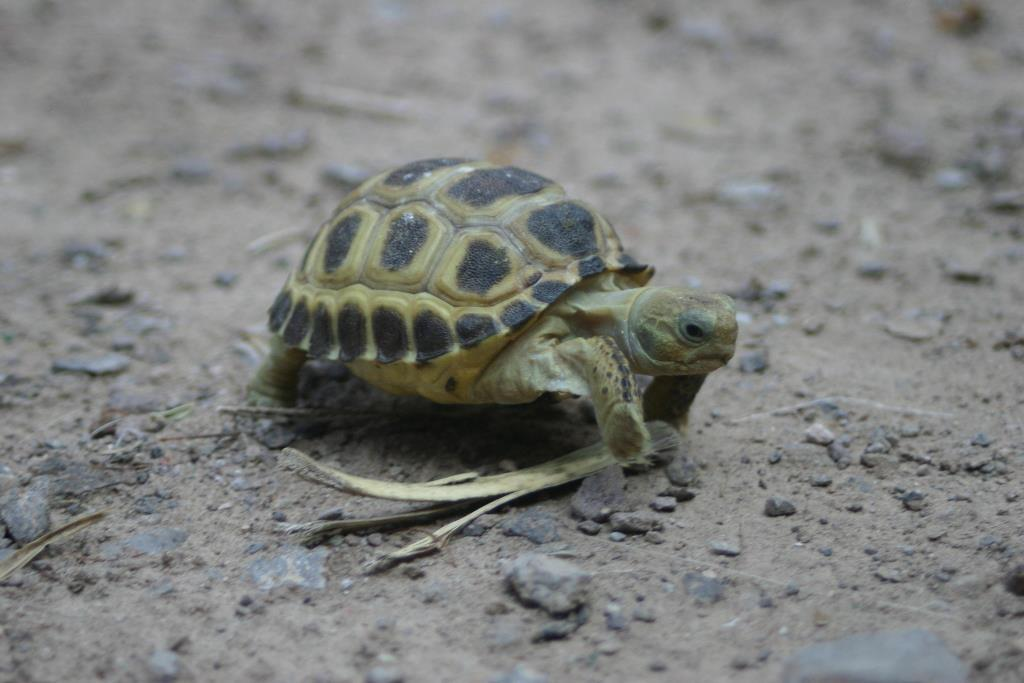
Черепашонок

Сезон размножения приходится на тёплое и относительно сухое время, обычно с апреля по начало июля. В неволе откладывают яйца в июне—июле. В среднем самка делает в год до трёх кладок по 3—9 яиц в каждой. На воле плодовитость намного скромнее.

### Возрастная структура популяции и численность
Исследования, проводившиеся в заповеднике Мапими, показывают, что основу популяции мексиканских гоферов составляют половозрелые черепахи. Она на 66,6 % состоит из взрослых черепах, остальная часть приходится на молодых и новорожденных.
Точная численность вида неизвестна. Предполагается существование 10—20 тысяч особей.

## Мексиканский гофер и человек
В последние десятилетия XX века численность вида сокращалась из-за чрезмерного отлова с целью употребления в пищу и нелегальной торговли, а также разрушения людьми мест обитания.
Охраняется законом в Мексике.
С 1978 года в Мексике и США разработана программа сохранения вида. Организована охрана популяций в заповеднике Мапими, где с 1982 года выполняется программа сохранения кладок и молодых черепах.